# ویلیام دوتو
ویلیام دوتو (انگلیسی: William Dutoit؛ زادهٔ ۱۸ سپتامبر ۱۹۸۸) بازیکن فوتبال اهل فرانسه است.
از باشگاه‌هایی که در آن بازی کرده‌است می‌توان به باشگاه فوتبال سرن یونایتد و باشگاه فوتبال سنت ترویدنس اشاره کرد.